# Список заповедников Узбекистана

## Действующие заповедники
В настоящее время на территории Республики Узбекистан действуют 7 заповедников, которые представлены в списке в алфавитном порядке.
| № п/п | Название                                                                                                   | Регион                               | Площадь, км² | Дата создания   | Количество видов, занесённых в Красную книгу (флора/фауна): | Фото |
| ----- | --- | ------------------------------------ | ------------ | --------------- | ----------------------------------------------------------- | ---- |
| 1     | Гиссарский государственный заповедник (узб. Hisor davlat qo‘riqxonasi)                                     | Кашкадарьинский вилоят               | 809,86       | 9 сентября 1983 | 35/14                                                       |      |
| 2     | Зааминский государственный горно-арчовый заповедник (узб. Zomin davlat qo‘riqxonasi)                       | Джизакский вилоят                    | 268,4        | 20 июня 1960    | 13/12                                                       |      |
| 3     | Китабский государственный геологический заповедник (узб. Kitob davlat geologiya qo‘riqxonasi)              | Кашкадарьинский вилоят               | 53,78        | 1979            |                                                             |      |
| 4     | Кызылкумский государственный тугайно-песчаный заповедник (узб. Qizilqum davlat qo‘riqxonasi)               | Бухарский вилоят и Хорезмский вилоят | 103,11       | 24 марта 1971   | 3/39                                                        |      |
| 5     | Нуратинский государственный горно-орехоплодовый заповедник (узб. Nurota davlat qo‘riqxonasi)               | Джизакский вилоят                    | 177,52       | 4 декабря 1973  | 35/25                                                       |      |
| 6     | Сурханский государственный горно-лесной заповедник (узб. Surxon davlat qo‘riqxonasi)                       | Сурхандарьинский вилоят              | 245,54       | 8 сентября 1986 | /18                                                         |      |
| 7     | Чаткальский государственный горно-лесной биосферный заповедник (узб. Chatqol davlat biosfera qo‘riqxonasi) | Ташкентский вилоят                   | 357,24       | 20 декабря 1947 | 46/16                                                       |      |

## Упразднённые заповедники
| № п/п | Название                                | Регион                    | Площадь, км² | Год создания | Год ликвидации | Последующий статус                                           |
| ----- | --------------------------------------- | ------------------------- | ------------ | ------------ | -------------- | ------------------------------------------------------------ |
| a     | Абдусаматский заповедник                | Ферганская область        | 21,58        | 1978         | до 1990?       | изменён на статус заказника, впоследствии закрыт             |
| b     | Амударьинский заповедник                | Каракалпакская АССР       |              | 1941         | 1951           | закрыт                                                       |
| c (7) | Заповедник Арал-Пайгамбар               | Сурхандарьинская область  | 30,44        | 1960         | 1986           | передан в состав Сурханского заповедника                     |
| d     | Арнасайский заповедник                  | Джизакская область        | 630          | 1977         | 1982           | изменён на статус заказника                                  |
| e     | Заповедник Бадай-Тугай                  | Республика Каракалпакстан | 64,62        | 1971         | 2011           | передан в состав Нижне-Амударьинского биосферного резервата  |
| f     | Заповедник Варданзи                     | Бухарская область         | 3,24         | 1975         | 1983           | изменён на статус памятника природы                          |
| g (2) | Гуралашский заповедник                  | Самаркандская область     |              | 1926         | 1951           | закрыт, на части земель позднее создан Зааминский заповедник |
| h     | Зарафшанский государственный заповедник | Самаркандская область     | 23,52        | 1975         | 2018           | изменён на статус национального природного парка             |
| i     | Каракульский заповедник                 | Бухарская область         | 210,21       | 1971         | 1983           | закрыт, сейчас действует Каракульский заказник               |
| j     | Приморский заповедник                   | Каракалпакская АССР       |              | 1939         | 1951           | закрыт                                                       |

## См.также
Список национальных парков Узбекистана